# Casarrubia
Casarrubia (conocido como Jurdi) es una alquería del concejo de Casares de las Hurdes, en la provincia de Cáceres, Comunidad Autónoma de Extremadura, España. Aunque formalmente es un núcleo de población separado, en la práctica es un barrio de Huetre.

## Demografía
Sus datos de población han sido los siguientes:
- 2002: 84 habitantes
- 2005: 72 habitantes
- 2008: 48 habitantes
- 2011: 46 habitantes
- 2014: 33 habitantes

## Transporte
Huetre y Casarrubia están unidas con la capital municipal por una carretera y por un camino rural que salen del norte y del sur respectivamente.